# Precariato
Con il termine precariato si intende l'insieme dei soggetti lavoratori che vivono una generale condizione lavorativa di incertezza che si protrae, involontariamente, per molto tempo. Viene da precario (colui che deve pregare qualcuno per ottenere qualcosa), un contratto agrario otto-novecentesco, «consistente nella concessione di un immobile a titolo provvisorio, col godimento dell'usufrutto»  .

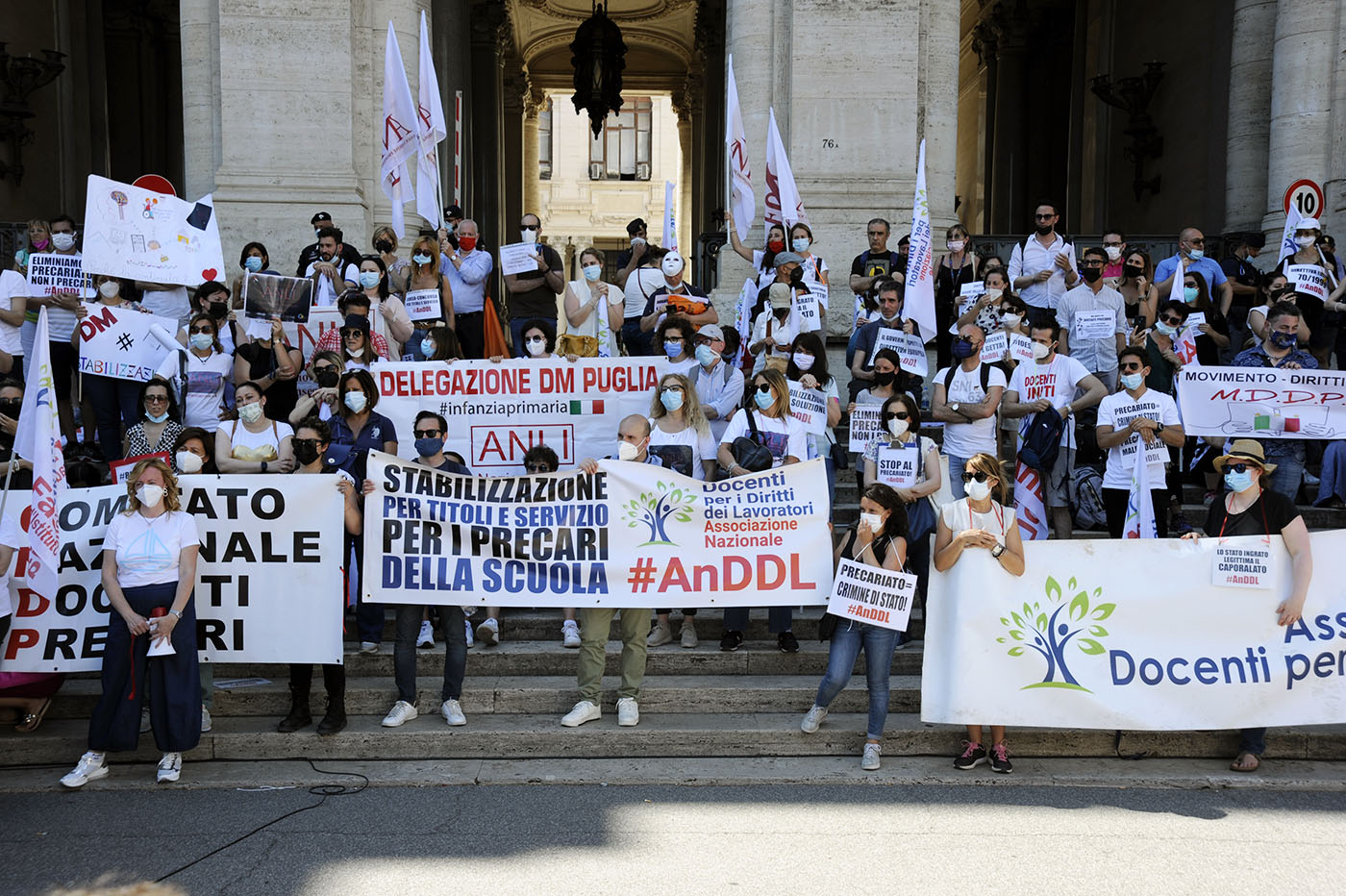
Manifestazione di precari al Ministero della Pubblica Istruzione Roma nel giugno 2021

## Descrizione
Il termine, nell'utilizzo comune, denota la presenza di due fattori principali:
1. mancanza di continuità del rapporto di lavoro e di certezza sul futuro;
2. mancanza di un reddito e di condizioni di lavoro adeguate su cui poter contare per la pianificazione della propria vita presente e futura.

Il termine è utilizzato quando la flessibilità lavorativa assume tratti degenerativi, sistematici e imposti.

## Nel mondo

### Italia
Occorre rilevare che, sebbene flessibilità lavorativa e precariato siano due fenomeni di per sé concettualmente diversi e solo indirettamente correlati ma non sovrapponibili e assimilabili, si caratterizzano entrambi per l'espansione delle forme contrattuali atipiche.
Spesso la mobilità o flessibilità lavorativa è confusa col precariato: mentre la mobilità consente al lavoratore di investire su una professione o comunque costruire una propria carriera pur spostandosi da un settore all'altro sia all'interno di uno stesso ente, sia da azienda a azienda, e di accrescere il proprio valore professionale senza perdere i benefici maturati, il precariato, al contrario, è costituito da una serie di contratti a termine che non cumulano nel tempo vantaggi economici o professionali perché non consentono al lavoratore di progredire nel proprio cammino professionale. La loro funzione dunque non contribuisce alla facilità d'impiego ed alla professionalizzazione, bensì sgretola in una sequela di impieghi poco remunerati e poco professionalizzanti il percorso lavorativo.

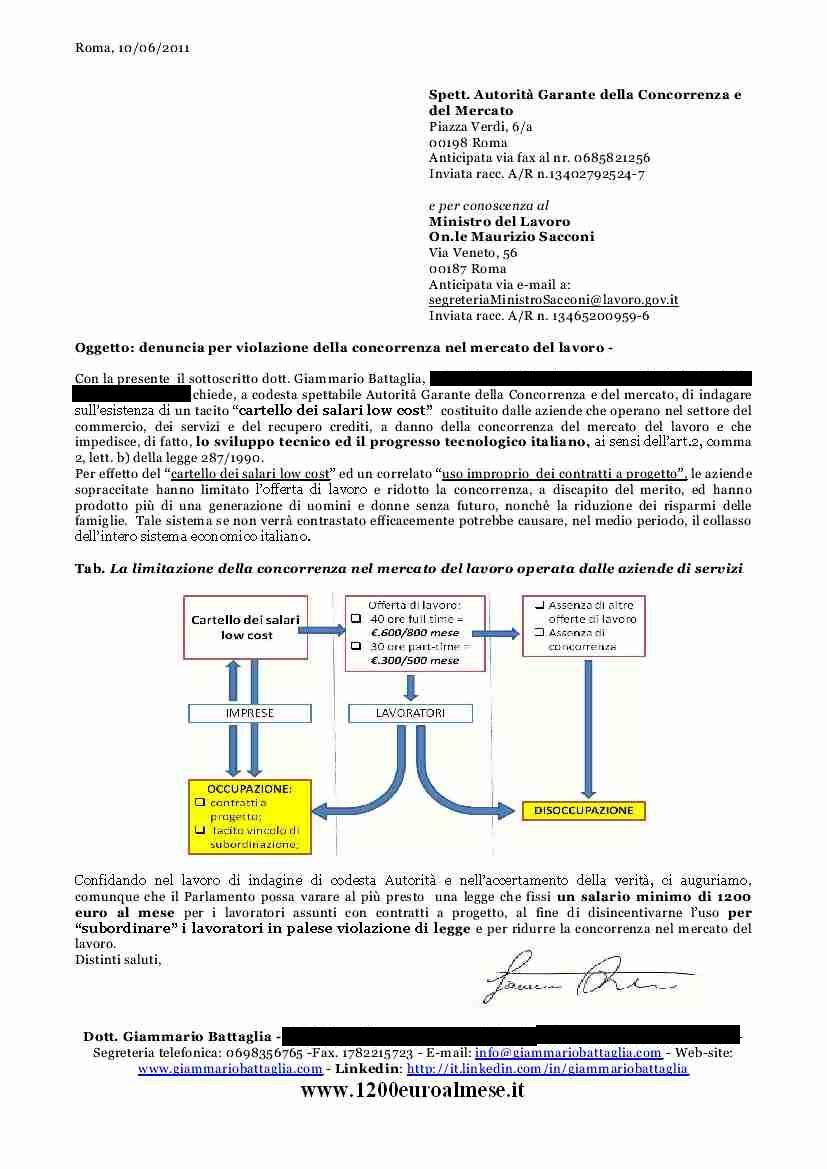
La lettera di denuncia inoltrata allantitrust italiana

In data 10 giugno 2011 è stata inoltrata formalmente all'Antitrust, e per conoscenza al Ministro del lavoro e delle politiche sociali, una denuncia contro il "tacito cartello dei salari low-cost" adottato dalle aziende di servizi a danno della libera concorrenza nel mercato del lavoro e del sistema economico italiano.

### Tipologie ricorrenti
Il precariato investe una grande varietà di settori, dall'agricoltura all'industria e artigianato, al settore dei servizi e del commercio, passando anche per la pubblica amministrazione, attraverso uno spettro molto vario di fasce sociali. Le forme con cui il precariato si sostanzia sono diverse e, soprattutto, alcune solitamente sfuggono non solo al controllo da parte degli enti deputati ma anche ai commenti da part dei mass media in quanto particolarmente subdole (a cominciare dall'utilizzo improprio e illegittimo di addetti delle cooperative da parte delle aziende).

#### Gig economy
Negli anni 2015 e soprattutto 2016 hanno cominciato, anche in Italia, a manifestarsi i casi di precarietà associata alla cosiddetta gig economy ("economia dei lavoretti"). Trattasi di reclutamento di personale (soprattutto giovani, stranieri, ex disoccupati) da parte di multinazionali (con sedi di rappresentanza nazionale), utilizzate come fattorini nella distribuzione e consegna di vari prodotti (cibo, bevande, pacchi e documenti, ecc.). Questo servizio è supportato da app adoperate dal consumatore per le consegne a domicilio, mentre gli addetti (rider) sono organizzati dalla piattaforma digitale (con geolocalizzazione dei fattorini) associata all'e-commerce (in pratica è un algoritmo informatico che stabilisce le prese per fattorino). Solitamente questi lavoratori sono pagati a cottimo (per ordine ovvero per consegna) e spesso sono reclutati attraverso contratti di parasubordinazione, cooperative, partita iva o, più frequentemente, collaborazione occasionale. In alcuni casi i fattorini (detti rider) non sono neppure formalmente lavoratori in quanto sono reclutati attraverso un contratto di trasporto nell'ambito di attività logistiche. L'algoritmo della piattaforma digitale, sulla base di disponibilità, quantità di prese e velocità di consegna, calcola un punteggio per ciascun rider (fedeltà) che impatta su retribuzione e preferenza.
In pratica, è la riproposizione in chiave digitale e multinazionale dei vecchi pony express degli anni '80.
Esempio di precarietà associata alla gig economy è il servizio di consegna di cibo a domicilio, erogato da multinazionali quali Foodora, Just Eat, Deliveroo.

#### Tempo determinato
L'assunzione di un lavoratore subordinato a tempo determinato, con periodi assai lunghi (12-18 mesi), non rientra nel precariato in quanto si utilizza questa forma di inserimento in azienda conformemente ai suoi scopi (sostituzione maternità, introduzione di un ruolo a termine, commessa/progetto, startup, aumento o picco del carico lavorativo, necessità esecuzione attività a carattere straordinario-estemporaneo, figura particolarmente critica e quindi costosa, ecc.).
Invece, la reiterazione infinita di rinnovi a tempo determinato e/o brevissimi periodi (mesi, addirittura settimane o giorni) è autentico precariato, oggetto di condanne europee quando attuato dalle pubbliche amministrazioni. La sentenza del 26 novembre 2014 (cause riunite C-22/13, C-61/13, C-62/13, C-63/13, C-418/13): con essa la Corte di giustizia dell'Unione europea ha ritenuto che il diritto dell'Unione osta a una normativa nazionale, che, fatte salve le necessarie verifiche da parte dei giudici del rinvio, autorizzi, in attesa dell’espletamento delle procedure concorsuali per l’assunzione di personale di ruolo delle scuole statali, il rinnovo di contratti di lavoro a tempo determinato per la copertura di posti vacanti e disponibili di docenti nonché di personale amministrativo, tecnico e ausiliario, senza indicare tempi certi per l’espletamento di dette procedure concorsuali ed escludendo qualsiasi possibilità, per tali docenti e detto personale, di ottenere il risarcimento del danno eventualmente subito a causa di un siffatto rinnovo.

#### Somministrazione
La somministrazione di lavoro (ex lavoro interinale) è una modalità tipica, quando abusata, per favorire forme di precariato. Essendo un contratto di fornitura di lavoro temporaneo, quando rinnovato più di una volta potrebbe fornire ad un'azienda un valido pretesto per mascherare una posizione lavorativa subordinata e legata ad un fabbisogno non di carattere temporaneo ma stabile, creando altre situazioni di precarietà. Molti corsi di formazione rivolti all'inserimento (o al reinserimento) di fasce professionali a rischio (in Italia, laureati in facoltà umanistiche, operai non specializzati, donne, immigrati, portatori di handicap)  prevedono un tirocinio formativo presso un'azienda. Ma non sempre il contratto è rinnovato alla fine del corso di formazione, o si trasforma spesso in lavoro somministrato di durata limitata.
L'addetto, comunque, è un lavoratore subordinato dell'agenzia di lavoro, con tutti i diritti dei lavoratori dipendenti. Ad ogni modo esistono regole (che, come tutte le regole possono essere facilmente aggirate) per impedire la reiterazione continua di missioni di somministrazione di una risorsa presso il medesimo committente dell'agenzia.

#### Cooperative
Un'altra modalità di precarizzazione, di risparmio economico e di aggiramento delle tutele valide per il lavoro dipendente diretto, è quello di affidare falsi appalti a cooperative (di servizi, di manodopera, ecc.). In questo modo non solo si risparmiano parecchi soldi ma soprattutto si può da un giorno all'altro dismettere questi lavoratori dato che essi sono soci della cooperativa, quindi ad essi non si applica la legislazione dei subordinati. Falsi appalti in quanto gli addetti della cooperativa sono mescolati ai dipendenti o gli sono affidate mansioni diverse dal facchinaggio, pulizie, etc., svolgendo invece ruoli (soprattutto in fabbrica, cantiere o campagna) di produzione o, addirittura, di controllo. Tutto questo è vietato dalle norme del lavoro perché appalto non genuino e soprattutto perché la fornitura di lavoro è regolamentata attraverso la somministrazione che ha delle regole ben precise. Tanto è vero che molti imprenditori confondono cooperativa di servizi con agenzia per il lavoro che sono due cose molto diverse.
In alcuni casi, è la proprietà dell'azienda principale che crea ad hoc una cooperativa a cui girare intere squadre di ex dipendenti oppure reclutando nuovo personale. Ad ogni modo si verificano spesso casi per cui un'azienda utilizza squadre di personale fisso (da tantissimi anni) che formalmente appartiene ad una cooperativa: in alcuni casi questo personale copre persino ruoli, in produzione, estremamente qualificati. Per poter usufruire di massiccia manodopera da cooperative, si è diffusa la pratica fraudolenta di sottoscrivere falsi contratti di appalto (la risorsa viene impiegata come fosse un dipendente dell'azienda); gli altri vantaggi per l'azienda utilizzatrice sono che il personale delle cooperative costa molto poco e, essendo l'addetto un socio, può essere licenziato (dalla cooperativa ovvero dall'utilizzatore) quando si vuole.
Questa forma di precarizzazione è sicuramente la più subdola dato che si utilizza la forma cooperativa, di per se nobile e ricca di storia, per ingannare lavoratori, la pubblica opinione nonché gli organi statali. Ad ogni modo le false cooperative o l'abuso dell'outosourcing a cooperative è una modalità sempre più diffusa, perché non solo consente di evitare assunzioni dirette a tempo determinato, apprendistati, false partite iva, somministrazione, collaborazioni a progetto, ma permette di ridurre enormemente i costi, lasciare a casa il personale da un giorno all'altro pur rimanendo nella legalità (formale), evitare il contenzioso.
In altri casi, l'impresa cui il committente affida un falso appalto (si riveste la fornitura a ore di manodopera specializzata come fosse un'"opera") non è formalmente una cooperativa ma un'impresa di servizi (operazioni e attività varie in ambito industriale, agricolo, edile, commerciale) ma il concetto di apporto di manodopera in interposizione non cambia.

#### Partite iva
L'abuso di dipendenti di fatto ma formalmente lavoratori autonomi è una pratica assai datata. Il mondo del terziario avanzato (società di consulenza, studi professionali, imprese di servizi in genere) è stato quello che ha sempre fatto largo impiego di personale stabile ma a partita iva che, quindi, con i veri freelance (a carattere volontario) non ha nulla a che fare. Tale situazione è talmente diffusa che alcune aziende tengono a sottolineare, nella loro comunicazione, che utilizzano come personale fisso solo dipendenti, volendo distinguersi dai concorrenti più sleali.
Negli ultimi anni, complice anche la crisi, anche altri settori hanno cominciato ad assumere personale a partita iva (operai edili o impiantisti trasformati in artigiani, progettisti o venditori nell'industria, ecc.).

#### Lavori socialmente utili
I lavori socialmente utili sono l'unica tipologia di lavoro che una consolidata giurisprudenza del Consiglio di Stato qualifica come lavoro sicuramente precario.

#### Lavoro parasubordinato
La collaborazione coordinata e continuativa e il contratto a progetto sono due tipologie di lavoro molto diffuse quando si vuole abusarne perché permettono flessibilità e, sostanzialmente, lavoro subordinato ma trattato formalmente come autonomo.

#### Contratto voucher
Anche dell'utilizzo del buono lavoro si può facilmente abusare in quanto si può impiegare pure all'infuori degli usi previsti per legge oppure ricompensare solo parzialmente tramite il voucher (così l'aspetto legale e contributivo/assicurativo è salvo) e per la gran parte usare il nero.
Prestazione occasionale
Ricevute di prestazione occasionale impiegate per lavoratori che prestano servizio presso lo stesso ente anche da molti anni.
Carriera accademica
Professori universitari reclutati con contratti di diritto privato e remunerati a ore con pagamento posticipato al termine del contratto. Il precariato dei professori universitari riguarda circa il 50% del personale docente in ambito accademico, il reddito medio è di duemila euro all’anno per le stesse mansioni di un professore strutturato. Per legge la docenza a contratto non dà diritto all’assunzione.

### Associazione in partecipazione
Tipologia contrattuale sconosciuta ai più ma estremamente diffusa nel mondo delle libere professioni, soprattutto quelle ordinistiche. Negli ultimi anni si assiste ad una rapida diffusione anche negli altri settori (soprattutto nel commercio) perché consente di utilizzare personale sottopagato e caricarlo di oneri e responsabilità. Questo è un abuso vero e proprio perché, come nel caso della cooperativa, l'associazione in partecipazione di per sé è un rapporto di lavoro di alto livello.

### Statistiche
La presenza in Italia di redditi salariali mediamente più bassi, sia in valore assoluto che in termini di potere d'acquisto, rispetto per es. agli altri paesi dell'Unione Europea pre-2004 o agli USA, che risulta solitamente ancora più accentuata proprio tra i lavoratori precari, comporta peraltro l'impossibilità di accumulare sufficienti risparmi per affrontare in sicurezza i periodi di disoccupazione e ricerca di nuovo lavoro successivi al termine o a un mancato rinnovo del contratto (condizione invece abituale in quei paesi dove i redditi sono mediamente più alti soprattutto tra i lavoratori flessibili). Questo espone quindi il lavoratore al rischio di dover accettare giocoforza lavori ancora più flessibili e meno remunerativi dei precedenti pur di avere un reddito con cui provvedere alla propria sussistenza, creando quindi una forma di retroazione che accentua ulteriormente l'insicurezza e gli altri problemi derivanti dalla precarietà.
Il tema del precariato è di difficile misurazione statistica a causa di vari elementi, primo fra tutti il fatto che nel momento in cui la flessibilità nel mercato del lavoro ha iniziato ad aumentare non erano ancora disponibili specifici strumenti di rilevazione che consentissero di valutare i possibili fenomeni degenerativi di questa realtà. È questa la valutazione da cui occorre partire per capire il motivo delle differenti opinioni e valutazioni sul fenomeno, anche perché non esiste ancora una definizione scientifica o pacifica di precariato che metta d'accordo le varie sensibilità.
Secondo uno studio condotto da due ricercatori dell'Istituto Nazionale di Statistica (ISTAT), quantifica alla fine del 2006 in circa 2.809.000 i lavoratori con forme contrattuali "precarie", a cui andrebbero sommati ulteriori 948.000 lavoratori provenienti da esperienze lavorative "precarie" terminate ed in cerca di nuova occupazione, per un totale di 3.757.000 lavoratori. Nel loro studio i due ricercatori evidenziano anche che non sempre un periodo di lavoro flessibile diviene l'anticamera a forme contrattuali più stabili, ma che anzi con il passare del tempo dall'introduzione di queste forme lavorative " il tasso di conversione di occupazioni precarie verso lavori stabili è sempre più basso e il momento della trasformazione del contratto sempre più posticipato nel tempo" e che tra i precari non sono presenti solo giovani alle prime esperienze lavorative, ma vi è anche una "non trascurabile" presenza di over-40.
Il 18 gennaio 2007, nel corso di una audizione in Commissione Lavoro della Camera (nell'ambito dell'indagine conoscitiva Sulle cause e le dimensioni del precariato nel mondo del lavoro ancora in corso) l'ispettore capo della Ragioneria Generale dello Stato, Giuseppe Lucibelli, ha illustrato dei dati dai quali emerge che le tipologie di lavoro diverse dal rapporto di lavoro a tempo indeterminato (lavoro a tempo determinato, lavoratori socialmente utili, contratti di somministrazione, collaborazioni coordinate e continuative ed incarichi di studio, consulenza e ricerca) nel pubblico impiego sono quantificabili in: 103.349 contratti a tempo determinato, 4.786 contratti di formazione lavoro, 9.067 contratti di somministrazione di manodopera, e 34.457 lavoratori socialmente utili. Ad essi si aggiungono i circa 200 000 cosiddetti «precari storici» della scuola, laddove per precari storici si intendono i docenti inseriti nelle graduatorie per concorsi e titoli - dalle quali si attinge circa il 50% - e quelli delle graduatorie permanenti della legge n. 124 del 1999, che sono comunque soggetti in possesso di abilitazione, o perché hanno conseguito l'idoneità in base a una procedura concorsuale nelle scuole speciali (cosiddette SIS) o in analoghi istituti.
Stabilizzazione dei precari della Pubblica Amministrazione
Nell'ambito del pubblico impiego si sono succeduti diversi interventi legislativi finalizzati a favorire il superamento del precariato. L'ultimo in ordine di tempo è il Decreto Legislativo 25 Maggio 2017 n. 75, cosiddetta Legge Madia, che al comma 1 dell'articolo 20 ha previsto la possibilità di stabilizzazione diretta per i soggetti che risultassero titolari di un rapporto a tempo determinato successivamente al 28 Agosto 2015, con una anzianità di servizio al 31 dicembre 2017 di almeno 3 anni negli ultimi 8 e che fossero stati reclutati a seguito di procedure concorsuali; in caso di mancato possesso del requisito del reclutamento a seguito di procedure concorsuali, la medesima legge ha comunque previsto la possibilità al comma 2 di partecipare a concorsi riservati nella misura del 50% dei posti disponibili. Successivamente il Ministero della Semplificazione e della Pubblica Amministrazione ha emanato le circolari n. 3 del 2017 e n. 1 del 2018 con le quali è stato chiarito che la stabilizzazione diretta prevista dal comma 1 non si applica al solo personale con contratto subordinato a tempo determinato ma che "resta confermato che il rinvio al servizio prestato alle dipendenze delle amministrazioni è da intendersi in senso ampio ovvero comprensivo delle diverse tipologie di contratto flessibile posto in essere dall'amministrazione e che non debba essere circoscritto alla sola tipologia del contratto subordinato a tempo determinato".

## Riferimenti nella cultura di massa

### Filmografia
- Precarietà a tempo indeterminato, regia di Accursio Graffeo (2012) https://precarietaatempoindeterminato.wordpress.com/
- Il vangelo secondo Precario, regia di Stefano Obino (2005)
- Parole sante, documentario di Ascanio Celestini, Fandango (2007)
- Tutta la vita davanti, regia di Paolo Virzì (2008)
- Fuga dal call center, regia di Federico Rizzo (2008)
- Generazione 1000 EURO, di Massimo Venier (2009)
- La ballata dei precari, di Silvia Lombardo, Corrado Ceron, Giordano Cioccolini 2009
- Smetto quando voglio, di Sydney Sibilia (2014)
- Nomadland, di Chloé Zhao (2020)

### Letteratura
- La centrale, romanzo sulla condizione di precarietà nell'industria nucleare francese
- Il mondo deve sapere, romanzo autobiografico di una telefonista precaria sulle condizioni in cui si lavora in un call center
- Nomadland, racconto inchiesta sui nomadi del terzo millennio ed il tramonto del sogno americano opera di Jessica Bruder
- Élisabeth Filhol, La centrale, traduzione di Maurizio Ferrara, Roma, Fazi, 2011, ISBN 978-88-6411-234-3.
- Michela Murgia, Il mondo deve sapere : romanzo tragicomico di una telefonista precaria, collana Super ET, Torino, Einaudi, 2017, ISBN 978-88-06-23095-1.
- Jessica Bruder, Nomadland : un racconto d'inchiesta, collana Rive gauche, traduzione di Giada Diano, Firenze, Clichy, 2020, ISBN 978-88-6799-678-0.